# Dichaetomyia doubleti
Dichaetomyia doubleti este o specie de muște din genul Dichaetomyia, familia Muscidae. A fost descrisă pentru prima dată de Pandelle în anul 1898. Conform Catalogue of Life specia Dichaetomyia doubleti nu are subspecii cunoscute.